# Odznaczenia PTTK

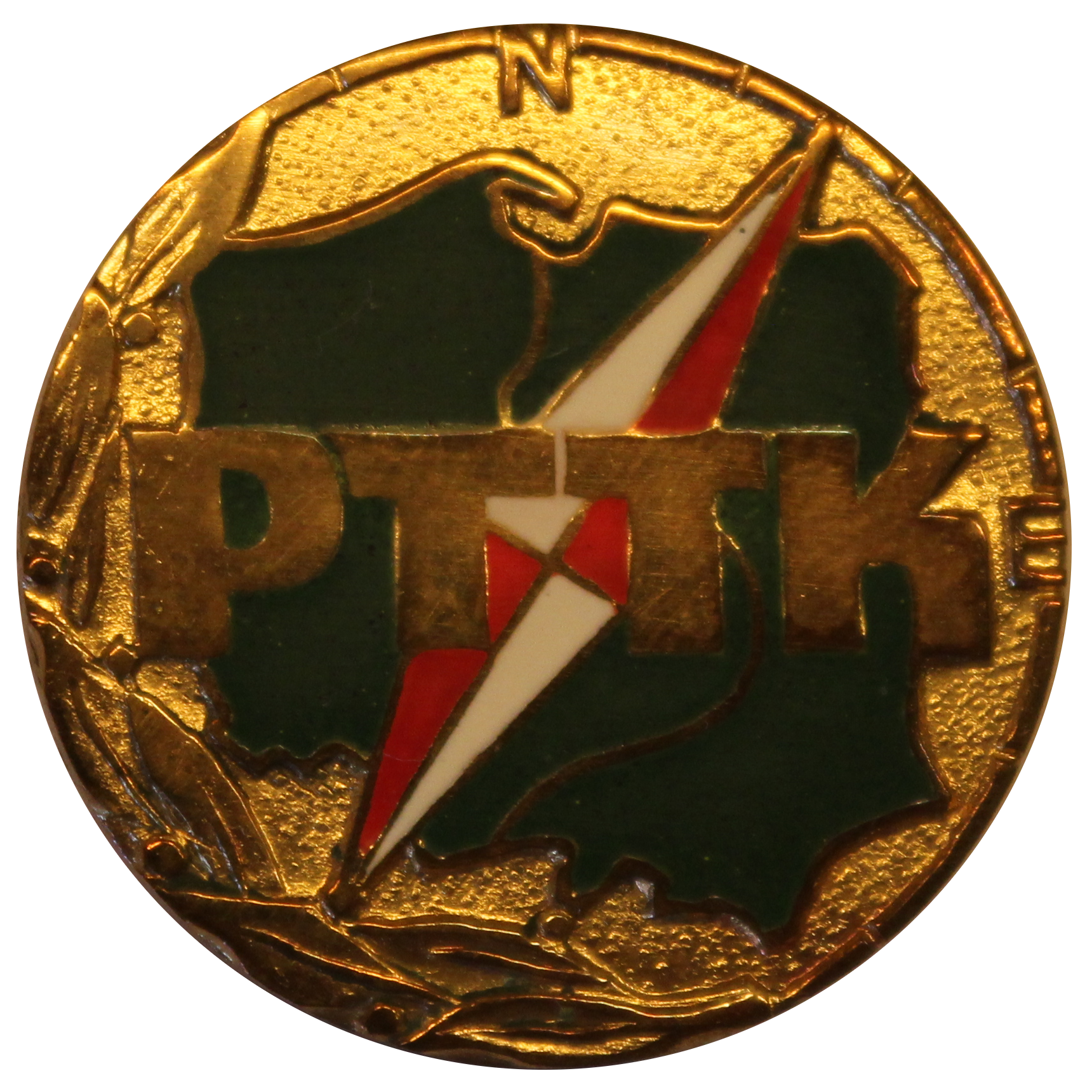
Złota Honorowa Odznaka PTTK

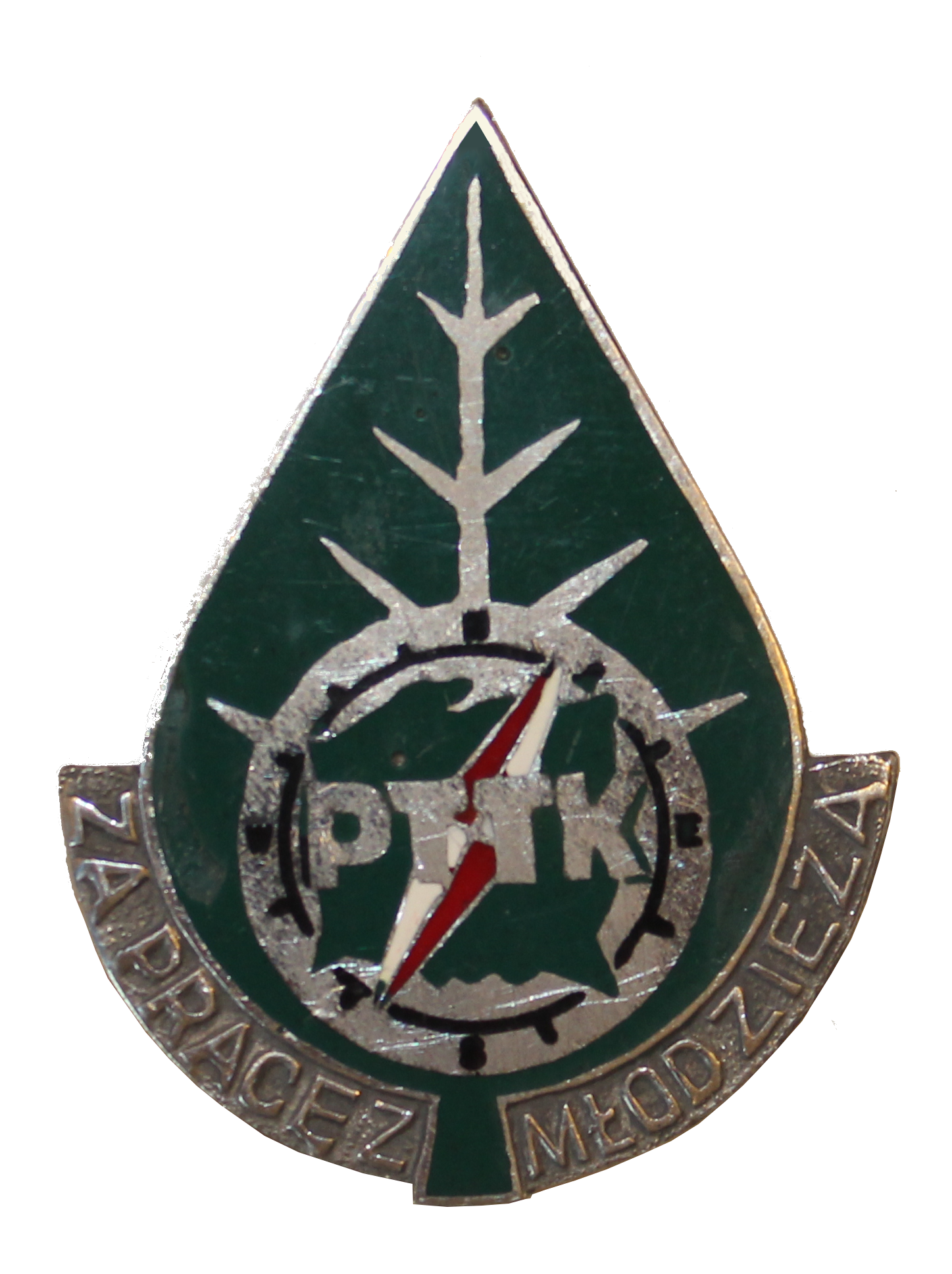
Srebrna Odznaka Zasłużony w pracy PTTK wśród młodzieży

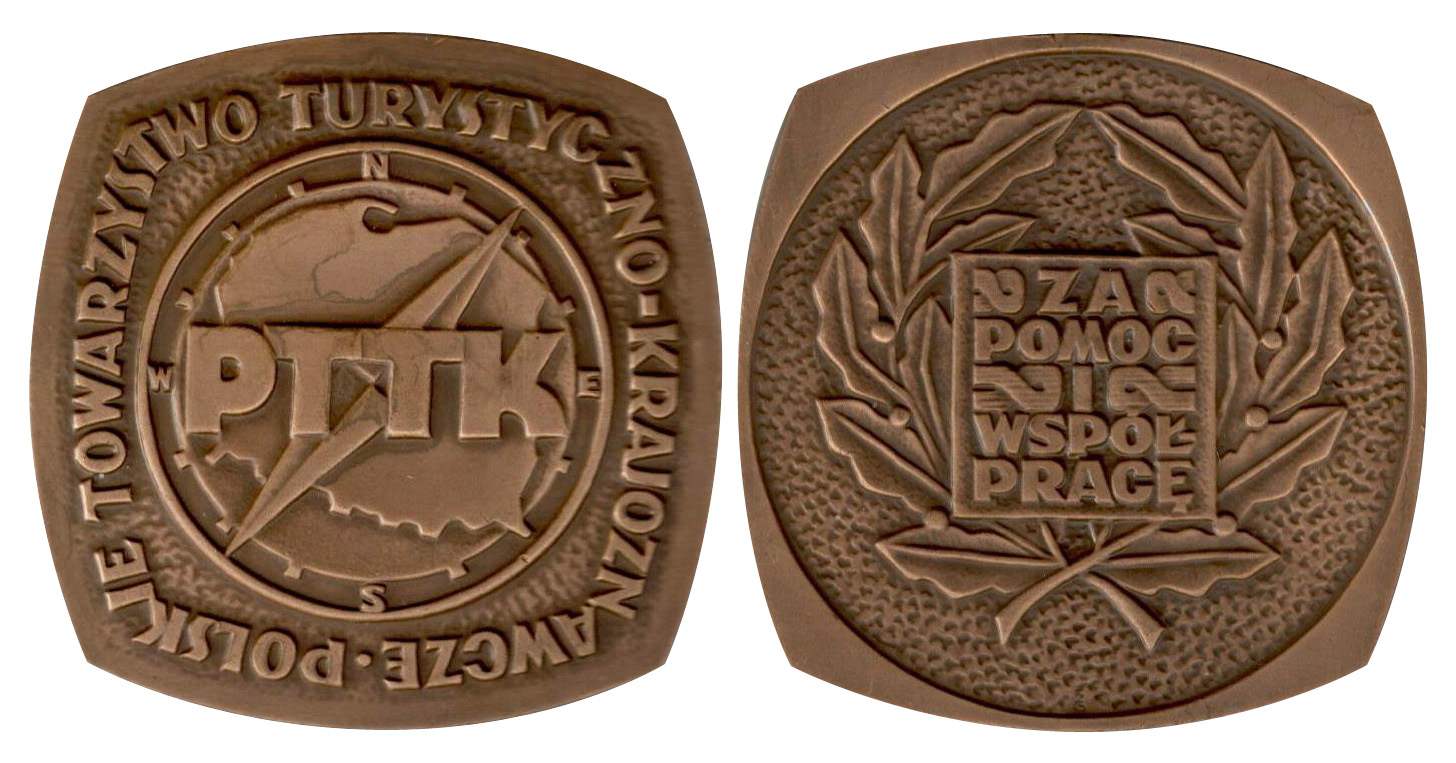
Medal PTTK Za Pomoc i Współpracę

Odznaczenia PTTK – system odznaczeń i wyróżnień dla członków i jednostek organizacyjnych Polskiego Towarzystwa Turystyczno-Krajoznawczego oraz dla osób i instytucji zasłużonych dla towarzystwa. W obecnym kształcie zatwierdzony przede wszystkim uchwałą Zarządu Głównego PTTK nr 350/XVII/2012 z 29 września 2012.

## Odznaczenia i wyróżnienia Zarządu Głównego PTTK
Wyróżnieniem przyznawanym członkom zwyczajnym, wspierającym oraz jednostkom organizacyjnym towarzystwa jest Dyplom PTTK. Przyznawany jest za 3 lata aktywnej działalności w towarzystwie oraz posiadanie wyróżnień koła, klubu i oddziału.
Zarząd Główny PTTK ustanowił dla członków zwyczajnych oraz jednostek organizacyjnych następujące odznaczenia:
- Honorowa Odznaka PTTK – w stopniu brązowym, srebrnym i złotym,
- Odznaka Zasłużony w pracy PTTK wśród młodzieży – w stopniu brązowym, srebrnym  i złotym,
- Odznaka Orli Lot – dla osób w wieku do 21 lat, po minimum 3 latach przynależności do PTTK, za aktywny i twórczy udział w organizacji przedsięwzięć turystyczno-krajoznawczych w swoim środowisku,
- Odznaka 25 lat w PTTK – za 25 lat stażu członkowskiego,
- Odznaka 50 lat w PTTK – za 50 lat stażu członkowskiego.

Ponadto przyznawane są następujące tytuły honorowe: 
- tytuł honorowy i medal Nauczyciel Kraju Ojczystego – dla nauczycieli oraz innych osób zasłużonych w krzewieniu turystyki i krajoznawstwa wśród młodzieży,
- tytuł honorowy i odznaka Zasłużony Pracownik PTTK – dla pracowników towarzystwa wyróżniających się długoletnim stażem oraz wzorową pracą, w stopniu srebrnym za wzorowe przepracowanie w PTTK co najmniej 10 lat, w stopniu złotym za wzorowe przepracowanie w PTTK co najmniej 20 lat,
- tytuł honorowy i odznaka Zasłużony Przewodnik PTTK – dla przewodników PTTK o długoletnim stażu i zasługach dla przewodnictwa, za co najmniej 20-letnią aktywną działalność jako przewodnik turystyczny PTTK oraz 20-letnią działalność społeczną w strukturach PTTK na rzecz przewodnictwa.

Osobom, instytucjom oraz organizacjom w kraju i zagranicą zasłużonym dla towarzystwa, a także członkom wspierającym PTTK mogą być nadane:
- Dyplom Honorowy PTTK Za Pomoc i Współpracę,
- Medal PTTK Za Pomoc i Współpracę.

Zarząd Główny PTTK ustanowił również Odznakę Honorową im. Aleksandra Janowskiego „Za zasługi dla krajoznawstwa”, która jest przyznawana za co najmniej 20-letnie, wszechstronne zasługi w propagowaniu i popularyzowaniu idei krajoznawstwa. 

## Wyróżnienia jednostek organizacyjnych PTTK
Oddziały, koła i kluby PTTK mogą stosować dla swoich członków wyróżnienia, ustanowione uchwałami swoich władz.